# Leonardo Magnani
Leonardo Magnani (Firenze, 1º maggio 1911 – Selaclacà, 29 febbraio 1936) è stato un militare italiano, insignito della medaglia d'argento al valor militare nel corso della guerra d'Etiopia.

## Biografia
Nacque a Firenze il 1 maggio 1911, figlio di n.h. Francesco Magnani di Ronta e da Maria dei marchesi de Grolée Virville
Per aver eroicamente salvato nel 1925, a soli quattordici anni, tre fanciulli che rischiavano l'annegamento, fu fregiato della medaglia di bronzo al valor di marina nel 1928. Nel 1927 entrò nel corpo degli avanguardisti; frequentò la Scuola per allievi ufficiali di complemento di Moncalieri e fu nominato sottotenente dell'arma di fanteria.
Nel 1936 interruppe gli studi di giurisprudenza e, assegnato all'84º Reggimento fanteria "Venezia", partì per la campagna in Africa orientale, dove, offertagli la possibilità di non partecipare ai combattimenti, si rifiutò di essere assegnato in retrovia lasciando i suoi uomini in prima linea. Il 29 febbraio dello stesso anno morì in combattimento sulla piana di Selaclacà durante la battaglia dello Scirè, vittima dei proiettili dum-dum utilizzati dagli abissini.
Fu decorato alla memoria con la medaglia d'argento al valor militare e gli fu attribuita la laurea in giurisprudenza "honoris causa". I suoi sottoposti, spinti dall'affetto, regalarono alla famiglia una medaglia commemorativa. Gli fu intitolata una caserma in Abissinia ed una scuola elementare a Rota; lo commemora una targa all'esterno del liceo classico Michelangiolo, dove compì i suoi studi liceali, in Firenze.

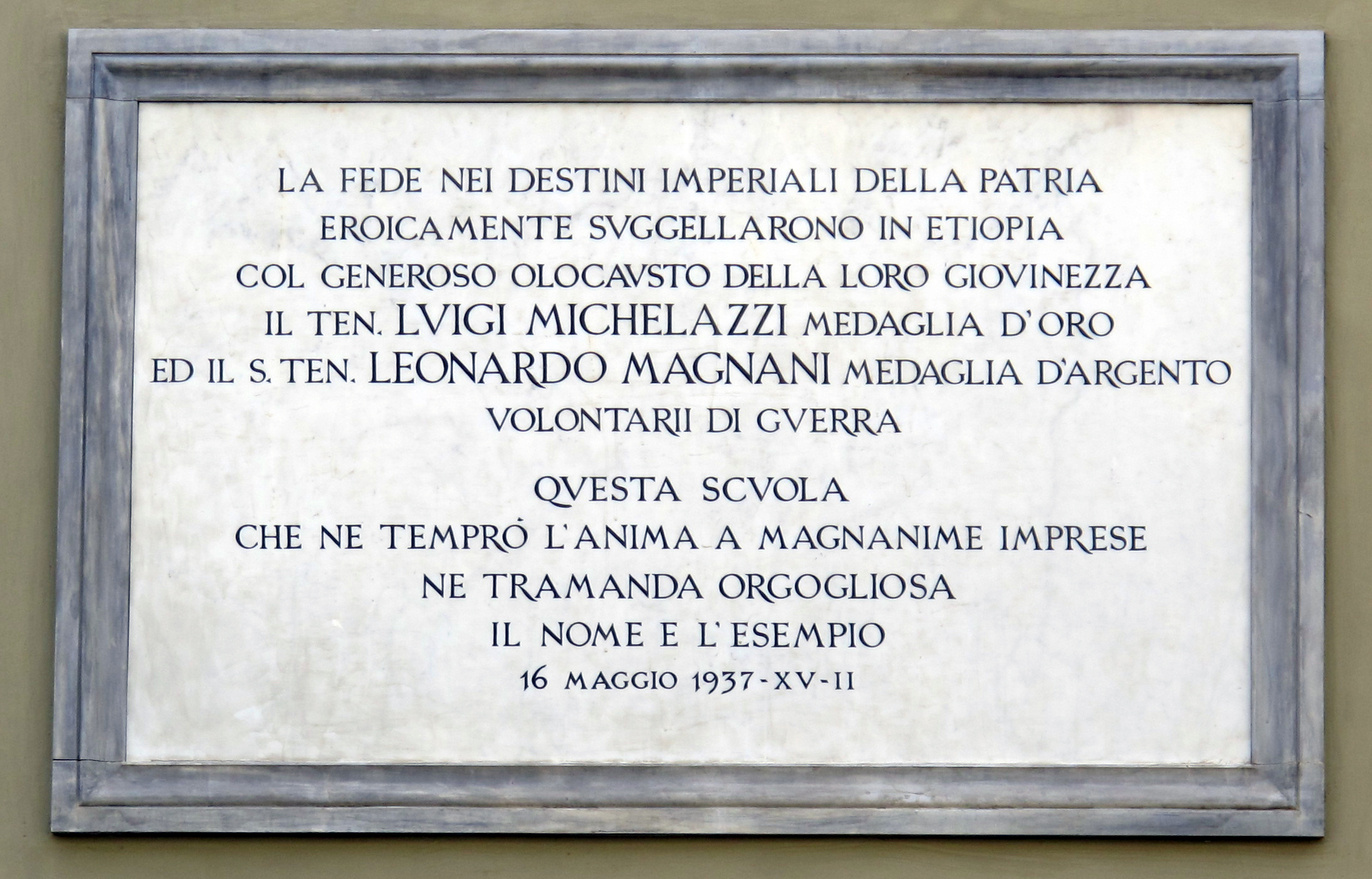
La targa posta in ricordo di Luigi Michelazzi e Leonardo Magnani al liceo classico statale Michelangelo di Firenze